# 21st Century Tower
Il 21st Century Tower è un grattacielo situato a Dubai, negli Emirati Arabi Uniti, lungo la Sheikh Zayed Road.
Con 55 piani e 269 metri di altezza, quando fu completato nel 2003 divenne l'edificio residenziale più alto del mondo sorpassando il Trump Hotel Tower, per poi venire superato nel 2005 dalla Torre Eureka di Melbourne e dalla Q1 entrambi costruiti in Australia.